# Hypolimnas melaniris
Hypolimnas melaniris är en fjärilsart som beskrevs av Johannes Karl Max Röber 1891. Hypolimnas melaniris ingår i släktet Hypolimnas och familjen praktfjärilar. Inga underarter finns listade i Catalogue of Life.